# Países Baixos nos Jogos Olímpicos de Inverno de 1984
Os Países Baixos competiu nos Jogos Olímpicos de Inverno de 1984, realizados em Sarajevo, Iugoslávia.